# Sulla strada in concerto
Sulla strada in concerto è il quinto album del gruppo musicale Fratelli di Soledad, pubblicato nel 2005. Il disco è stato registrato dal vivo tra novembre e dicembre 2002 al Barrumba di Torino e al Babylonia di Ponderano, Biella, entrambi locali di riferimento della scena musicale italiana degli anni 90 e dei primi anni 2000.
Il disco contiene 18 brani, tratti dagli album precedenti del gruppo con l'aggiunta di un paio di cover.

## Tracce
1. Bullit (Lalo Schifrin)
2. Col sangue agli occhi (Ciari/Silvestri)
3. Io non ballo (sono un duro) (Ciari/Silvestri)
4. Valencia (Ciari)
5. Gridalo forte (Ciari/Silvestri)
6. Quello che vuoi (Ciari/Silvestri)
7. La sigaretta (Ciari/Silvestri)
8. Giostra (Silvestri)
9. Velasco (Silvestri)
10. Build me up, buttercup (D'abo/Maucaulay)
11. Su la testa (Ciari/Silvestri)
12. Soledad skank (Ciari)
13. Sulla strada (Restagno/Silvestri/Casacci)
14. I fratelli di Soledad (Ciari/Silvestri)
15. Silvia (Ciari/Silvestri)
16. Un uomo solo al comando (Silvestri)
17. La brava gente (Silvestri)
18. Sulla strada versione acustica (Restagno/Silvestri/Casacci)

## Formazione
- Voce – Roberto Boggio
- Chitarra – Giorgio Silvestri
- Basso – Josh Sanfelici
- Batteria – Sergio Pollone
- Tastiere, Cori – Gianluca Vach
- Sax, Flauto traverso, Cori – Toti Canzoneri
- Tromba, Cori – Giotto Napolitano